# Океан на бурите
Океанът на бурите (на латински: Oceanus Procellarum) е голямо лунно море, разположено в западната част на близката страна на Луната. Това е най-голямото лунно море, с площ от над 4 000 000 km². Разстоянието между северната и южната граници на океана се равнява на 2500 km.
Океана на бурите се е формирал от вулканична дейност, по време на която базалтовата магма е покривала района с дебел, почти плосък материал. Подобно на други морета, това също не се намира във вулканично изригване и има неправилна форма. По границите на морето има други по-малки морета и заливи, сред които Морето на облаците и Морето на влажността на юг. На североизток регионът Montes Carpatus отделя Океана на бурите от Морето на дъждовете.
Безпилотните сонди Сървейър 1, Сървейър 3, Луна 9 и Луна 13, както и пилотираната мисия Аполо 12 кацат в Океана на бурите.
|  | Тази страница частично или изцяло представлява превод на страницата Oceanus Procellarum в Уикипедия на есперанто. Оригиналният текст, както и този превод, са защитени от Лиценза „Криейтив Комънс – Признание – Споделяне на споделеното“, а за съдържание, създадено преди юни 2009 година – от Лиценза за свободна документация на ГНУ. Прегледайте историята на редакциите на оригиналната страница, както и на преводната страница, за да видите списъка на съавторите. ВАЖНО: Този шаблон се отнася единствено до авторските права върху съдържанието на статията. Добавянето му не отменя изискването да се посочват конкретни източници на твърденията, които да бъдат благонадеждни. |